# Eric Sandberg
Eric Gustaf Sandberg (Göteborg, Västra Götaland, 20 de desembre de 1884 - Göteborg, 3 de desembre de 1966) va ser un regatista suec que va competir a començaments del segle xx.
El 1908 va prendre part en els Jocs Olímpics de Londres, on va guanyar la medalla de plata en la categoria de 8 metres del programa de vela com a membre de la tripulació del Vinga, junt a Carl Hellström, Edmund Thormählen, Erik Wallerius i Harald Wallin.
Quatre anys més tard, als Jocs d'Estocolm, guanyà la medalla de bronze en la modalitat dels 6 metres a bord del Kerstin i amb Otto Aust i Harald Sandberg com a companys.